# Agustín Bejarano
Agustín Bejarano (n. 1964, Camagüey, Cuba). Pintor y grabador cubano.  

## Su visión del arte
El crítico de arte, David Mateo apunta que en su pintura "es imposible prescindir de los dictados del dibujo". Y agrega que "si con el grabado esa capacidad para el dibujo alcanzó su máximo poder de resolución, con la pintura se fue haciendo cada vez más perfectible, a la par que compleja". David Mateo, reconoce que "su perenne afición por el dibujo, lo llevaran a ratos de vuelta hacia el grabado".
Para este crítico, "Agustín Bejarano alcanzó a legitimar sus grabados entre finales de la década del ochenta y principios del noventa, formando parte de un grupo de creadores egresados del Instituto Superior de Arte que, sin tener mucha conciencia acerca de la trascendencia verdadera de su conformidad, propiciaron una serie de innovaciones en los procedimientos y modos representativos de la manifestación, al punto de llegar a colocarla en los niveles protagónicos que disfrutaban hasta entonces manifestaciones como la pintura y la instalación".

### Exposiciones colectivas
2012: Exposición Colectiva de Arte Cubano Contemporáneo Sucedáneos de fe. Cuba.
2013: Exposición Colectiva Imágenes de una plenitud. Cuba.
2014: Exposición Colectiva Homenaje a Martí. Bolivia.
2014: Exposición Colectiva La Patrona del Sol. Miami, EE. UU.

### Exposiciones bipersonales
2012: En brazos de la amada, junto a la artista plástica Aziyadé Ruiz Vallejo. Cuba

## Denuncia y juicio por pedofilia
Durante una visita realizada a Estados Unidos en 2011, para participar en la 9a edición de la feria Arteamérica, Bejarano fue arrestado bajo la acusación de asalto sexual a un niño de cinco años, mientras se encontraba en casa de unos familiares. Según la acusación, Bejarano había intentado abusar de un sobrino de su mujer, la artista Aziyadé Ruiz, mientras visitaban a familiares de esta en Hialeah. Tras declarase culpable, le dijo a la policía que estaba bajo efectos del alcohol cuando cometió el acto y que se sentía avergonzado. Durante el juicio, Bejarano aceptó una sentencia de conformidad, declarándose culpable para evitar una condena mayor.
Bejarano fue condenado a 42 meses de cárcel y 10 años de libertad condicional. Tras cumplir el 85% de su condena, fue puesto en libertad y transferido a las autoridades de la Oficina de Inmigración y Aduanas (ICE) para su deportación. Regresó a Cuba en abril de 2014.